# دولت اسلامی افغانستان
دولت اسلامی افغانستان نام رسمی کشور افغانستان پس از تحویلی دولت چپگرا بود. رئیس‌جمهور برهان‌الدین ربانی از اواسط سال ۱۹۹۲ میلادی ریاست کشور را بر عهده داشت. پس از تصرف کشور توسط طالبان در سال ۱۹۹۶، نام آن به امارت اسلامی افغانستان تغییر یافت. پس از روی کار آمدن طالبان، دولتمردان اسلامی برای بازپس‌گیری قدرت، در شمال این کشور، جبههٔ متحدی را که به ائتلاف شمال شهرت داشت، تشکیل دادند.
با وجود بودن قدرت در دست طالبان، دولت اسلامی تا سال ۲۰۰۱ میلادی و تا قبل از تشکیل دولت موقت و جمهوری اسلامی، در سازمان ملل نماینده داشت.
از مهم‌ترین اعضای دولت اسلامی می‌توان از احمدشاه مسعود وزیردفاع ملی، عبدرب رسول سیاف، محمدقسیم فهیم وزیر امنیت، عبدالرشید دوستم، عبدالله عبدالله وزیر خارجه و سخن‌گوی دولت، داود داود فرمانده قوای مرکزی، عطا محمد نور فرمانده جبهات سمنگان- بلخ و یونس قانونی نام برد.